# Myristica cagayanensis
Myristica cagayanensis là một loài thực vật có hoa trong họ Myristicaceae. Loài này được Merr. mô tả khoa học đầu tiên năm 1921.